# Garage rock
Garage rock (đôi khi còn gọi là nhạc punk thập niên 60 hay garage punk) là một phong cách nhạc rock and roll sôi nổi và tràn đầy năng lượng nổi lên vào giữa thập niên 1960, chủ yếu thịnh hành tại Hoa Kỳ và Canada. Phong cách đặc trưng bởi cấu trúc hợp âm cơ bản chơi trên nền guitar điện và các nhạc cụ khác, đôi khi bị bóp méo qua một thiết bị méo tiếng. Thuật ngữ "garage rock" khởi nguồn từ nhận thức rằng những nhóm nhạc thường thành lập bởi những người nghiệp dư trẻ tập luyện trong garage gia đình, mặc dù đa số người chơi dòng nhạc này đều chuyên nghiệp.